# 萨多沃耶村
萨多沃耶村（俄语：Село Садовое）是俄罗斯联邦阿斯特拉罕州阿赫图宾斯克区所属的一个村。其下辖有1个居民点，行政中心为萨多沃耶。据2015年统计，该村的人口为406人。